# Drumien
Stratigraphie
Wuliuen Guzhangien
Le Drumien est, dans l'échelle des temps géologiques de la Commission internationale de stratigraphie, le sixième étage géologique du Cambrien, dans l'ère paléozoïque. Cette subdivision de la troisième époque du Cambrien, le Miaolingien, s'étend de 504,5 à 500,5 millions d'années environ. Elle est suivie par le Guzhangien,.

## Stratigraphie
| Système                                          | Série        | Étage        | Âge (Ma)        |
| ------------------------------------------------ | ------------ | ------------ | --------------- |
| Ordovicien                                       | Inférieur    | Trémadocien  | plus récent     |
| Cambrien                                         | Furongien    | Étage 10     | ≃489.5 - 486.85 |
| Cambrien                                         | Furongien    | Jiangshanien | ≃494.2 - ≃489.5 |
| Cambrien                                         | Furongien    | Paibien      | ≃497.0 - ≃494.2 |
| Cambrien                                         | Miaolingien  | Guzhangien   | ≃500.5 - ≃497.0 |
| Cambrien                                         | Miaolingien  | Drumien      | ≃504.5 - ≃500.5 |
| Cambrien                                         | Miaolingien  | Wuliuen      | ≃506.5 - ≃504.5 |
| Cambrien                                         | Série 2      | Étage 4      | ≃514.5 - ≃506.5 |
| Cambrien                                         | Série 2      | Étage 3      | ≃521.0 - ≃514.5 |
| Cambrien                                         | Terreneuvien | Étage 2      | ≃529.0 - ≃521.0 |
| Cambrien                                         | Terreneuvien | Fortunien    | 538.8 - ≃529.0  |
| Édiacarien                                       | Édiacarien   | Édiacarien   | plus ancien     |
| Subdivisions du Cambrien d'après l'ICS (2018-08) |              |              |                 |

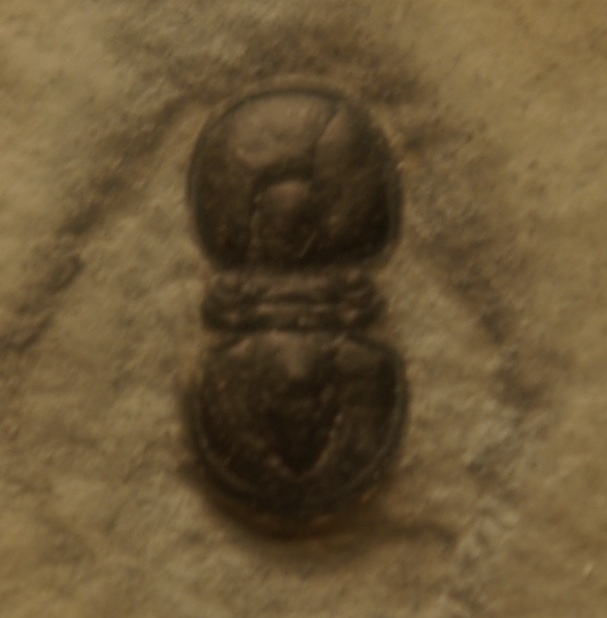
Le trilobite Ptychagnostus atavus, marqueur stratigraphique pour l'étage drumien.

La base du Drumien correspond au niveau de première apparition de l'espèce de trilobite Ptychagnostus atavus. Le point stratotypique mondial, définissant la limite du Drumien et de l'étage inférieur, l'étage 5 du Cambrien, se situe dans la coupe appelée Stratotype Ridge, dans les Drum Mountains, dans le comté de Millard, dans l'ouest de l'Utah, aux États-Unis (39° 30,705′ N, 112° 59,489′ O). La limite est située 62 m au-dessus de la base de la Formation Wheeler, proche de la base d'un lit de calcisiltite (en),.